# 马岙潭
位于浙江省温州市洞头区大门岛西北端美岙村，北邻大门镇环岛沿线公路。马岙潭沙滩是洞头最大的沙滩，长700米，宽约600米，面积0.45平方公里，沙质为铁板沙。